# مکس دو ترا
مکس دو ترا (فرانسوی: Max de Terra‎؛ زادهٔ ۶ اکتبر ۱۹۱۸ در زوریخ، درگذشتهٔ ۲۹ دسامبر ۱۹۸۲ در زوریخ) رانندهٔ مسابقات اتومبیل‌رانی فرمول یک اهل سوئیس بود که از فصل ۱۹۵۲ تا ۱۹۵۳ در مجموع در دو گراند پری شرکت کرد، اما موفق به کسب هیچ امتیازی نشد.
دو ترا در ۲۹ دسامبر ۱۹۸۲ در زوریخ درگذشت.